# مبدل تشوك
محول الكوك (بالإنجليزية: Ćuk converter) هو نوع من أنواع محولات فرق الجهد المستمر بحيث يحول قيمة فرق جهد مستمر مدخلة إلى قيمه جهد مخرجة اصغر أو أكبر من قيمه الجهد الداخل. وهو في الاساس محول بووست (boost converter) متبوعا بمحول بك (مغير إضعاف الجهد) مع مكثف (مواسعة) لمضاعفه الطاقة.
ودائما ما يكون الخرج معاكس لقطبيه المدخل. ويستخدم مكثف كمخزن رئيس للطاقة على عكس
باقي المحولات التي تستخدم ملفات. وسمي على اسم Slobodan Ćuk من معهد كاليفورنيا للتكنولوجيا، وهو الذي قام بتصميمه.

## محول الكوك غير المعزول

صورة 1: محول كوك غير معزول

صورة 2: حالات الدائرة 1

صورة 3:حالات الدائرة 2

هناك عدة طرق لبناء محول كوك الأساسي. على سبيل المثال يمكن للمحثات المستخدمة أن تشترك في نفس القطب المعدني المغناطيسي حيث تعمل هذه على خفض قيمة فرق الجهد الخارج وتزيد من فعالية الدائرة الكهربائية. بسبب الاستمرارية في سريان الطاقة عبر المواسع، فإن هذا النوع من المحولات يقلل التداخل في الأمواج الكهرومغناطيسية (electro magnetic Interference EMI). محول الكوك يسمح للطاقة بالسريان في اتجاهين معاكسين عبر استخدام الديود ومفتاح ترانزيستور.

## مبادئ التشغيل
يحتوي المحول على محثين (L1 و L2) وعلى مواسعتين (C1 و C2) وعلى مفتاح كهربائي (عادة ترانزيستور) وعلى ديود. يعتبر المحول عاكسا بحيث أن الجهد الخارج له إشارة عكسية مقارنة بالجهد الداخل. كما في صورة رقم 1.

المواسعة C تستخدم لتحويل الطاقة وترتبط بالتناوب مرة مع المدخل (يسار) ومرة مع المخرج (يمين) عبر الاتصال مرة عبر المفتاح ومرة عبر الديود كما في الصور 2 و 3.
المحثين L1 و L2 تستخدم لتحويل الجهد الداخل (Vi) والجهد المخرجي (Co) إلى مصادر للتيار. بالنظرة إلى مقياس زمني قصير، المحث يمكن اعتباره كأنه مصدر للتيار حيث أنه يحافظ على قيمة ثابتة للتيار. هذا التحويل ضروري لأنه لو كان المواسع مرتبط مباشرة مع مصدر فرق الجهد فأن فقدان الطاقة عبر (parasitic resistance) سيكون كبيرا. شحن المواسع عبر مصدر للتيار الكهربائي (في هذه الحالة المصدر هو المحث L) يمنع مرور التيار عبر (parasitic resistance) ما يقلل من فقدان الطاقة بشكل حرارة وفقا للعلاقة (P= I^2*R) حيث P تعطي الطاقة الكهربائية التي تفقد على شكل حرارة و R الجزء الأومي (مقاومة أوم) وI التيار الكهربائي.
كما هو الحال في محولات أخرى (buck converter, boost converter, buck-boost converter) يمكن لمحول الكوك أن يعمل بنمط مستمر (continious mode) أو على شكل نبضي (pulsed mpode)للتيار الكهربائي. لكنه يختلف عنها بقدرتها على العمل في الحالتين المذكورتين للجهد الكهربائي أيضا (فرق الجهد عبر المواسع ينخفص إلى صفر خلال كل عملية توصيل متناوب تتم).

## الوضع المستمر
في الحالة المستقرة، الطاقة المخزنة في الملف يجب ان تبقي ثابته عند بدايه ونهايه الدورة، وتحسب من المعادلة:
{\displaystyle E={\frac {1}{2}}LI^{2}}

وهذا يعني ان التيار في الملفات عند بدايه الدورة يساوي التيار عند نهايتها. وبما ان التغير بالتيار (مشتقة التغير الزمنية) مرتبط بالجهد، فإن جهد الملف يحسب من المعادلة:
{\displaystyle V_{L}=L{\frac {dI}{dt}}}
ويمكن ملاحظة أن متوسط قيمة الجهد في الملف في الدورة تساوي صفر لتلبية متطلبات الحالة المستقرة. ومع الأخذ في الاعتبار ان قيمه Co و C كبيره بما فيه الكفاية للتغلب على الاهتزاز فإن العلاقات تكون كالتالي:{\displaystyle V_{L1}=V_{i}-V_{C}}
{\displaystyle V_{L2}=V_{o}}

{\displaystyle V_{L1}=V_{i}}

{\displaystyle V_{L2}=V_{o}+V_{C}}
وعند تشغيل المحول لفتره من زمن صفر حتى عدد معين من الدورة T (t=0 to t=D·T)
وغلقه لفتره (1-D(T 
 تعطى باقي العلاقات كالآتي:
{\displaystyle {\bar {V}}_{L1}=D\cdot V_{i}+\left(1-D\right)\cdot \left(V_{i}-V_{C}\right)=\left(V_{i}-(1-D)\cdot V_{C}\right)}
{\displaystyle {\bar {V}}_{L2}=D\left(V_{o}+V_{C}\right)+\left(1-D\right)\cdot V_{o}=\left(V_{o}+D\cdot V_{C}\right)}
{\displaystyle V_{C}=-{\frac {V_{o}}{D}}}
{\displaystyle {\bar {V}}_{L1}=\left(V_{i}+(1-D)\cdot {\frac {V_{o}}{D}}\right)=0}
{\displaystyle {\frac {V_{o}}{V_{i}}}={\frac {-D}{1-D}}}

## الوضع المتقطع
مثل كل محولات التيار المستمر، الكوك يعتمد على قدره الملفات في الدائرة على توفير التيار المستمر. إذا كان التيار صغير جدا أو اقل من القيمة الحرجة فإن التيار سيكون متقطع وتحسب هذه القيمة من المعادلة:
{\displaystyle L_{1}min={\frac {(1-D)^{2}R}{2Df_{s}}}}
حيث أن {\displaystyle f_{s}} هو التردد الذي يتم عنده الربط أو الفصل (switching frequency).

## محول الكوك المعزول

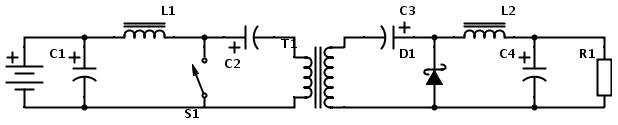
محول الكوك المعزول

يمكن ان يكون محول الكوك معزول عن طريق إضافة محول تيار متردد ومكثف إضافي حيث يكون الربط عبر الحث المغناطيسي بين قسمي المحول. لأن عزل محول الكوك يسمح باختيار قطبي الخرج.